# Baza lotnicza Poniewież-Pajuostis
Baza Lotnicza Poniewież-Pajuostis (kod ICAO: EYPP, kod IATA PNV) - wojskowa baza lotnicza zlokalizowana w miejscowości Pajuostis koło Poniewieża (Litwa).